# Carlos Ghosn
Carlos Ghosn (Guajará-Mirim, Rondonia, 9 de marzo de 1954) es un empresario brasileño. Fue presidente y CEO de Nissan Motor Co. Ltd., Renault, y presidente de AvtoVAZ.
Ghosn también era presidente y CEO de la Renault-Nissan Alliance, una alianza estratégica de intercambio de acciones entre Nissan, Renault y AvtoVAZ que tuvo una participación del 10% en el mercado mundial desde 2010 hasta 2014, convirtiéndolo en uno de los 4 mayores grupos de fabricantes de automóviles del mundo. Tras su reestructuración radical de Renault que devolvió a la compañía a tener beneficios a finales de la década de 1990 Ghosn fue conocido como Le Cost Killer (el asesino de costes). A principios del siglo XXI tras una agresiva reducción de tamaño salvó a Nissan de una cercana bancarrota ganándose el apodo de Mr. Fix It.
En 2002 Fortune le nombró Asia Businessman of the Year. En 2003 Fortune le clasificó como uno de los 10 hombres de negocios más poderosos fuera de Estados Unidos. y su edición asiática le votó Hombre del Año. Encuestas publicadas conjuntamente por Financial Times y Pricewaterhouse Coopers le nombraron el cuarto líder de negocios en 2003 y el tercero en 2004 y 2005. Pronto adquirió un estatus de celebridad en Japón y en el mundo de los negocios y su vida relatada en un libro manga.
Tomó la decisión de gastar 4 000 millones de euros para que Renault y Nissan pudieran desarrollar conjuntamente una línea de coches eléctricos, entre ellos el Nissan Leaf. En 2011 Ghosn fue uno de los cuatro protagonistas del documental Revenge of the Electric Car.
El 19 de noviembre de 2018 se anunció que había sido detenido en Tokio, acusado de un presunto fraude fiscal, lo que tuvo como consecuencia inmediata que la cotización de las acciones de Renault se viera severamente afectada en la Bolsa de París.

## Primeros años y educación

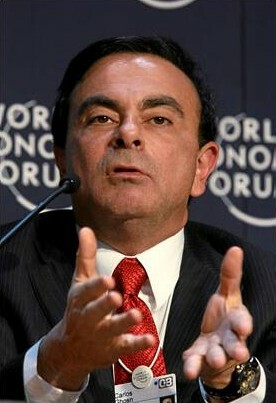
Ghosn en la cumbre del Foro Económico Mundial de 2008.

A la edad de 13 y hablando sólo árabe, su abuelo Bichara Ghosn emigró de Líbano a Brasil y se asentó cerca de la frontera de Brasil con Bolivia en Guaporé, Rondônia.
Bichara Ghosn fue un empresario que dirigió varias compañías que comerciaban con productos agrícolas y caucho y otra dedicada a la aviación. Murió a los 53 años cuando le estaban operando de la vesícula biliar. Al morir, sus 8 hijos se repartieron sus empresas. Jorge Ghosn continuó con la empresa de aviación.
Jorge Ghosn se casó en Líbano con Rose, nacida en Nigeria pero de origen libanés y se asentaron en la capital de Rondonia, Porto Velho.
Del matrimonio de Jorge Ghosn y Rose nació Claudine y más adelante, nació Carlos Ghosn el 9 de marzo de 1954 en Porto Velho.
Cuando tenía dos años se puso enfermo por beber agua contaminada sin hervir y su madre se trasladó con él a Río de Janeiro.
No se recuperó del todo y en 1960, cuando tenía seis años, su madre Rose, su hermana Claudine y él se mudaron a Beirut, Líbano, donde vivía su abuela.
Ghosn terminó sus estudios secundarios en Líbano, en la escuela de jesuitas Collège Notre-Dame de Jamhour. Más adelante concluyó sus clases preparatorias en el Collège Stanislas de París y en el Lycée Saint-Louis.
En 1974 se graduó en ingeniería por la École Polytechnique y en 1978 por la École nationale supérieure des Mines de Paris.

## Carrera

### De Michelín a Renault

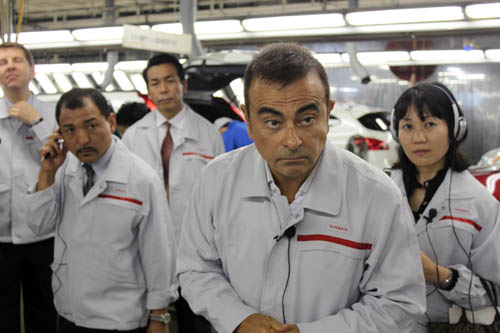
En 2011 Carlos Ghosn responde a los periodistas en la factoría Nissan en Kyushu, Japón.

Tras graduarse en 1978, Ghosn pasó 18 años trabajando en varias plantas de Francia y Alemania de Michelin, el primer fabricante europeo de neumáticos.
En 1981 llegó a ser director de la planta de Le Puy-en-Velay, Francia.
En 1984 fue nombrado director de investigación y desarrollo de la división de neumáticos industriales.
En 1985 fue nombrado Chief Operating Officer (COO) de las operaciones de Michelin en Sudamérica.
Volvió a Río de Janeiro y reportaba directamente a François Michelin, quien le encargó que diera un cambio a la operación porque no era rentable por la hiperinflación de Brasil.
Ghosn formó equipos de gestión cruzados para determinar las mejores prácticas entre Francia, Brasil y otras naciones de la división de Sudamérica.
La experiencia multicultural en Brasil construyó la base de su estilo de gestión intercultural y su énfasis en la diversidad como activo nuclear del negocio.
Ghosn dijo: "Tú aprendes de la diversidad, pero te consuelas con lo que tienes en común con otros". La división volvió a ser rentable en dos años.
Después de dar un vuelco a las operaciones en Suramérica, Ghosn fue nombrado presidente y COO de Michelín Norteamérica en 1989 y se mudó con su familia a Greenville, Carolina del Sur.
En 1990 fue ascendido a CEO de Michelin North America.
Dirigió la reestructuración de la compañía tras la adquisición de Uniroyal Goodrich Tire Company.
En 1996 el fabricante de automóviles Renault, en malas condiciones, contrató a Ghosn como vicepresidente ejecutivo a cargo de compras, investigación avanzada, ingeniería, desarrollo, operaciones de motores y fabricación. También estaba encargado de la división sudamericana de Renault.
La reestructuración radical que llevó a cabo hizo que Renault volviera a dar beneficios en 1997.

### Nissan yRenault-Nissan Alliance

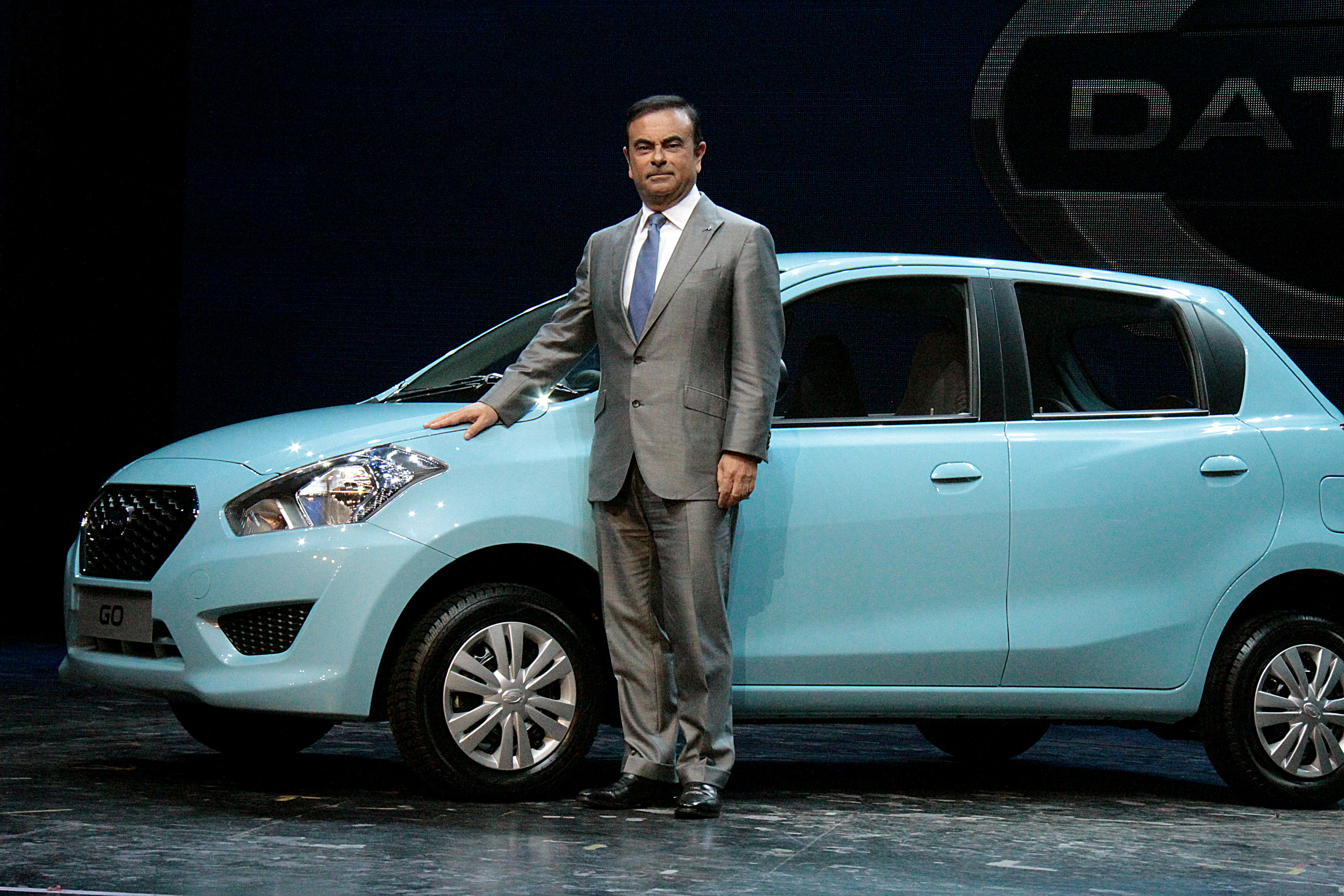
Ghosn presenta un nuevo modelo de Datsun en Nueva Delhi, India (2013)

En marzo de 1999 Renault y Nissan formaron la Renault-Nissan Alliance, y en mayo de 1999 Renault compró el 36,8% de las acciones de Nissan.
Manteniendo sus cargos en Renault, en junio de 1999 Ghosn fue nombrado en Nissan Chief Operating Officer (COO), en junio de 2000 presidente, y en junio de 2001 CEO de Nissan.
Cuando entró en la compañía, Nissan tenía una deuda neta sujeta a intereses de más de 20 000 millones de USD y sólo 3 de los 46 modelos vendidos en Japón generaban beneficios.
Revertir el hundimiento de la compañía era considerado casi imposible.
En octubre de 1999 Ghosn anunció su Nissan Revival Plan para volver a la rentabilidad en 2000, un beneficio superior al 4,5% sobre las ventas para el 2002 y una reducción del 50% de la deuda para el mismo año.
Ghosn prometió que dimitiría si no alcanzaba esos objetivos. El plan implicaba el despido de 21 000 trabajadores (un 14% de la plantilla), cerrar 5 plantas en Japón, reducir el número de suministradores y accionistas y la subasta de activos como la unidad aeroespacial de Nissan.
Ghosn fue el cuarto no japonés en dirigir una compañía automovilística japonesa, tras Mark Fields, Henry Wallace, y James Miller, que fueron nombrados por Ford para dirigir Mazda a finales de la década de 1990.
Además de reducir empleos, plantas y suministradores, Ghosn lideró cambios estructurales profundos en la cultura empresarial de Nissan. Desafió la etiqueta empresarial japonesa eliminando la promoción basada en la edad y la antigüedad, cambió el empleo para toda la vida por unas garantías de trabajo cuando la compañía alcanzaba ciertos objetivos, desmanteló el intrincado sistema keiretsu de holdings de empresas de Nissan suministradoras de piezas.
Cuando se anunció el Nissan Revival Plan el desmantelamiento se llamó keiretsu killer, El Wall Street Journal citó a un analista de Dresdner Kleinwort Benson en Tokio que dijo que Ghosn se convertiría en objetivo del odio público si prescindía en su cadena de suministro de las antiguas empresas afiliadas.
Ghosn cambió el idioma oficial de la compañía del japonés al inglés, e incluyó ejecutivos de Europa y Norteamérica en puestos claves por primera vez.
En el primer año del Nissan Revival Plan, el beneficio neto consolidado de Nissan antes de impuestos creció a 2 700 millones de USD para el año fiscal 2000 desde unas pérdidas de 6 460 millones de USD en año anterior.
A los 12 meses de iniciar el plan de 3 años, Nissan había vuelto a dar beneficios, y a los 3 años era uno de los fabricantes más rentables con márgenes de operación superiores al 9%, que era más del doble de la media del sector.
Los objetivos del Nissan Revival Plan se alcanzaron antes del 31 de marzo de 2002.
En mayo de 2002 Ghosn anunció su conjunto de objetivos Nissan 180. Un plan de crecimiento de 3 años basado en los números 1, 8 y 0. Para finales de 2005 Nissan aumentaría sus ventas en un millón de vehículos, para la primavera de 2005 conseguiría un margen operativo de al menos el 8% y reduciría su deuda neta automovilística a cero.
Todos los objetivos se alcanzaron.
En la primavera de 2003 Nissan anunció que había eliminado su deuda neta automovilística en el año fiscal 2002.
El margen operativo alcanzó el 11,1% en el año fiscal 2003, cuando había sido del 1,4% en el año fiscal 1999.
En octubre de 2005 Nissan anunció que sus ventas anuales desde el 30 de septiembre de 2004 al 30 de septiembre de 2005 habían sido de 3,67 millones, mientras que en el año fiscal que terminó en marzo de 2002 fueron de 2,6 millones.

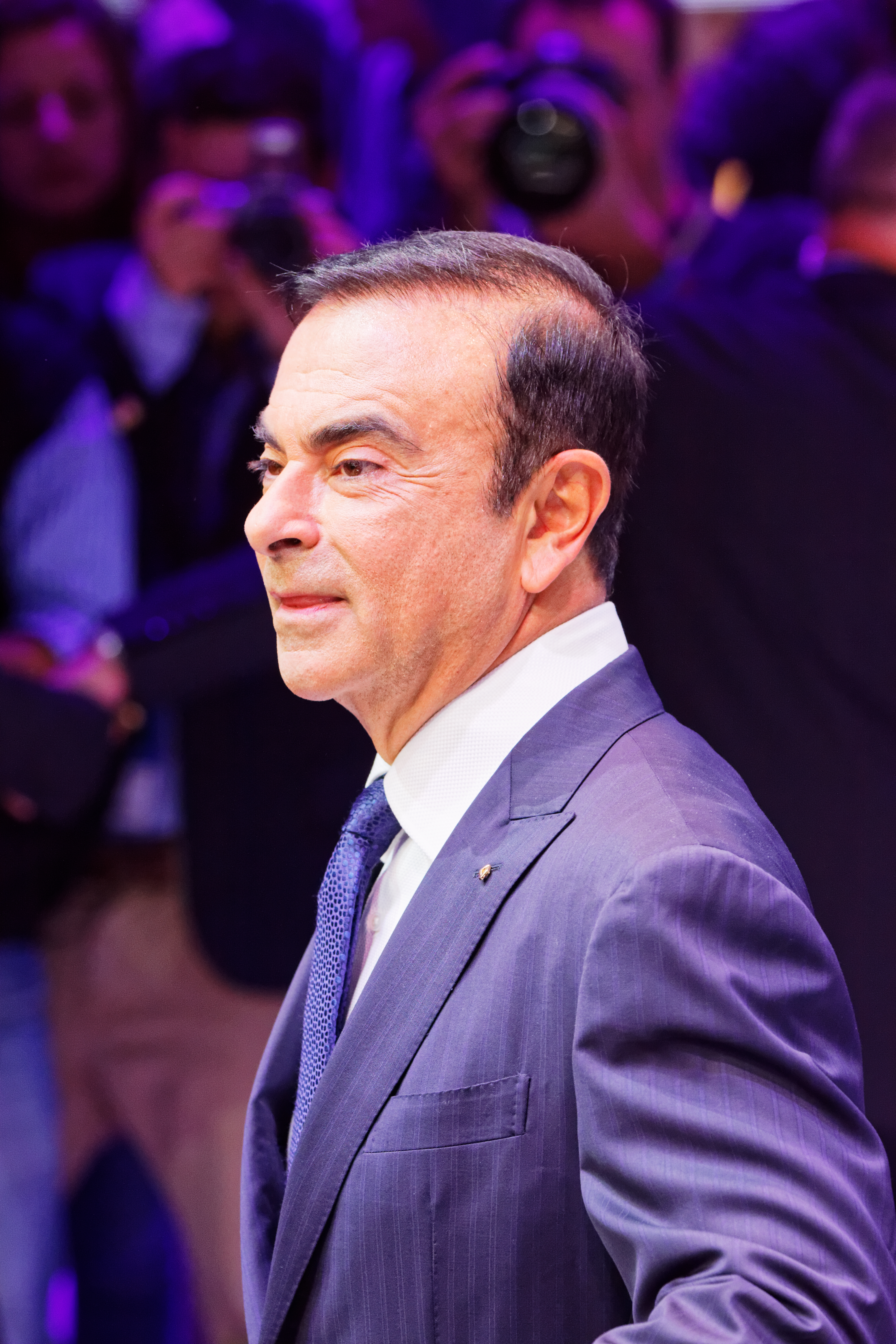
Ghosn en 2014.

En mayo de 2005 fue nombrado presidente y CEO de Renault. Entonces se convirtió en la primera persona en dirigir simultáneamente 2 compañías de Fortune Global 500.
En 2005 el inversor millonario Kirk Kerkorian adquirió el 9,9% de las acciones de General Motors y sentó a un representante en el consejo de administración que pidió que se investigara la posible fusión con Renault y Nissan con Ghosn como nuevo presidente de GM. En 2006 la gestión fracasó en su intento de adquisición y al final del año Kerkorian vendió la mayoría de sus acciones.
En 2006 Ford Motor Co. le hizo una oferta formal a Ghosn para dirigir la compañía según el libro American Icon: Alan Mulally and the Fight to Save Ford Motor Company de Bryce Hoffman.
Ghosn declinó la oferta.

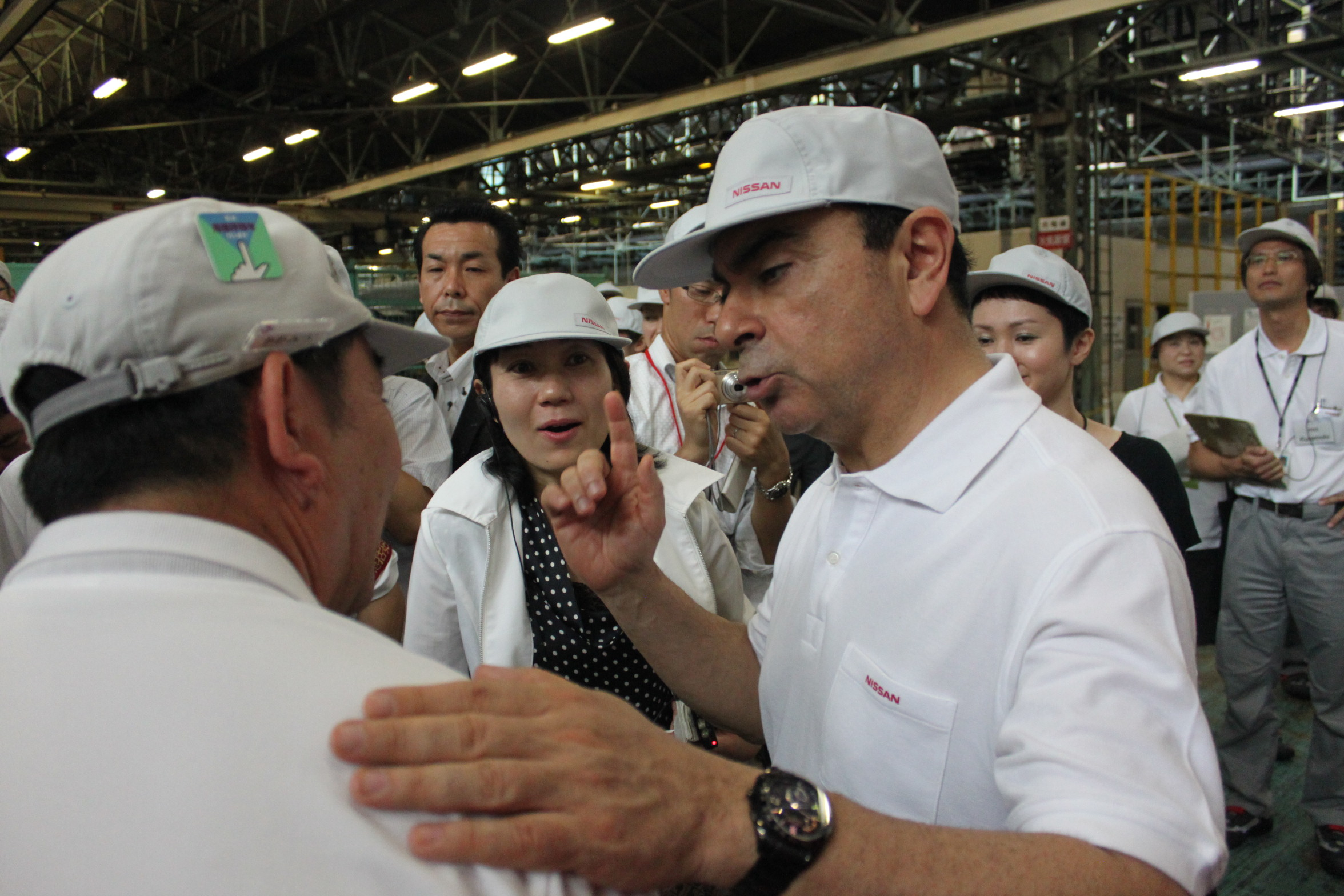
Carlos Ghosn en Honmoku Wharf, cerca de Yokohama. Julio de 2011.

En 2007 Ghosn implicó a la Renault-Nissan Alliance para entrar en el mercado de coches eléctricos de emisiones cero dedicando 4 000 millones de euros.

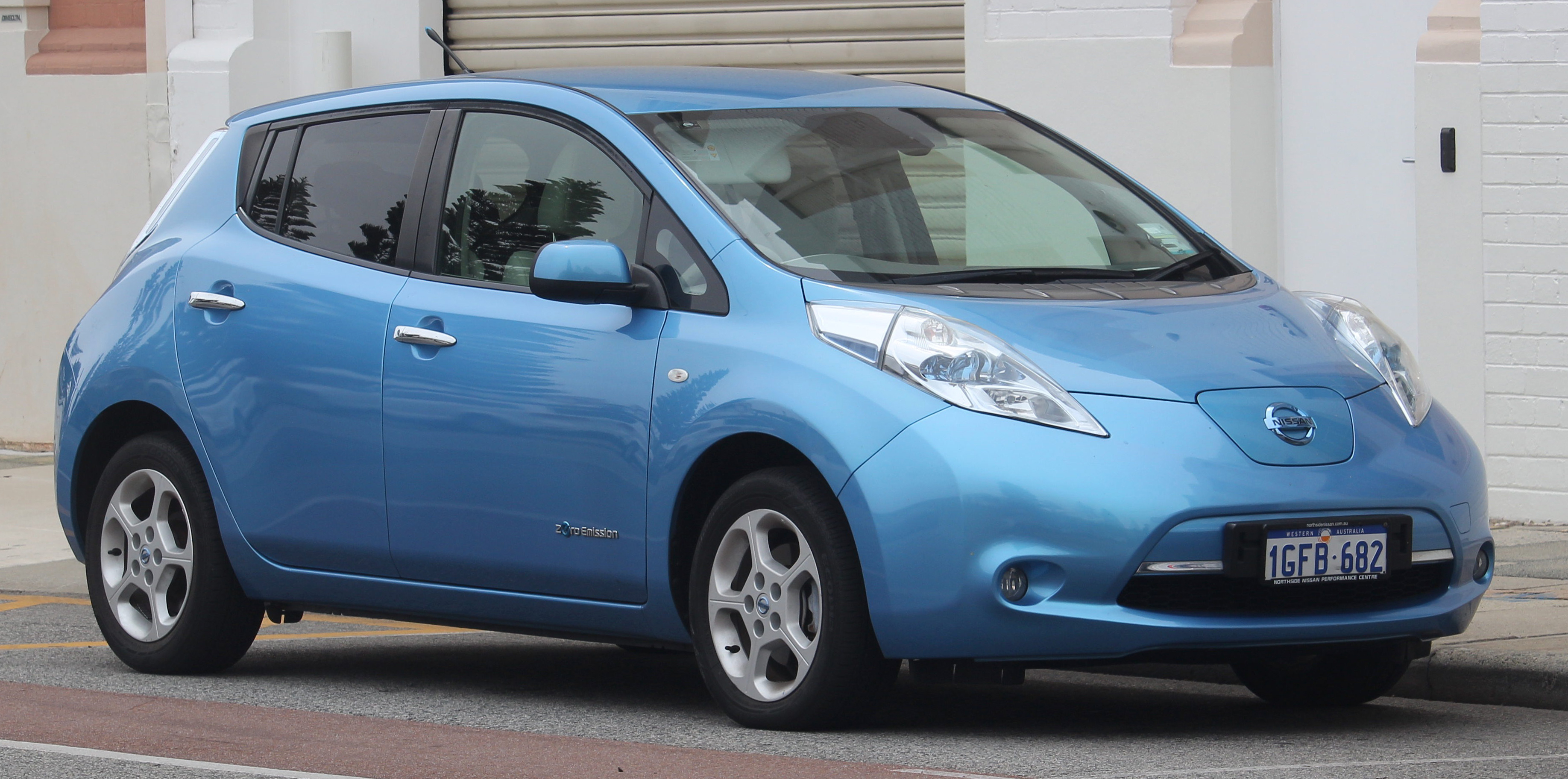
Carlos Ghosn decidió invertir 4000 millones de euros en el desarrollo y fabricación de vehículos eléctricos como el Nissan Leaf.

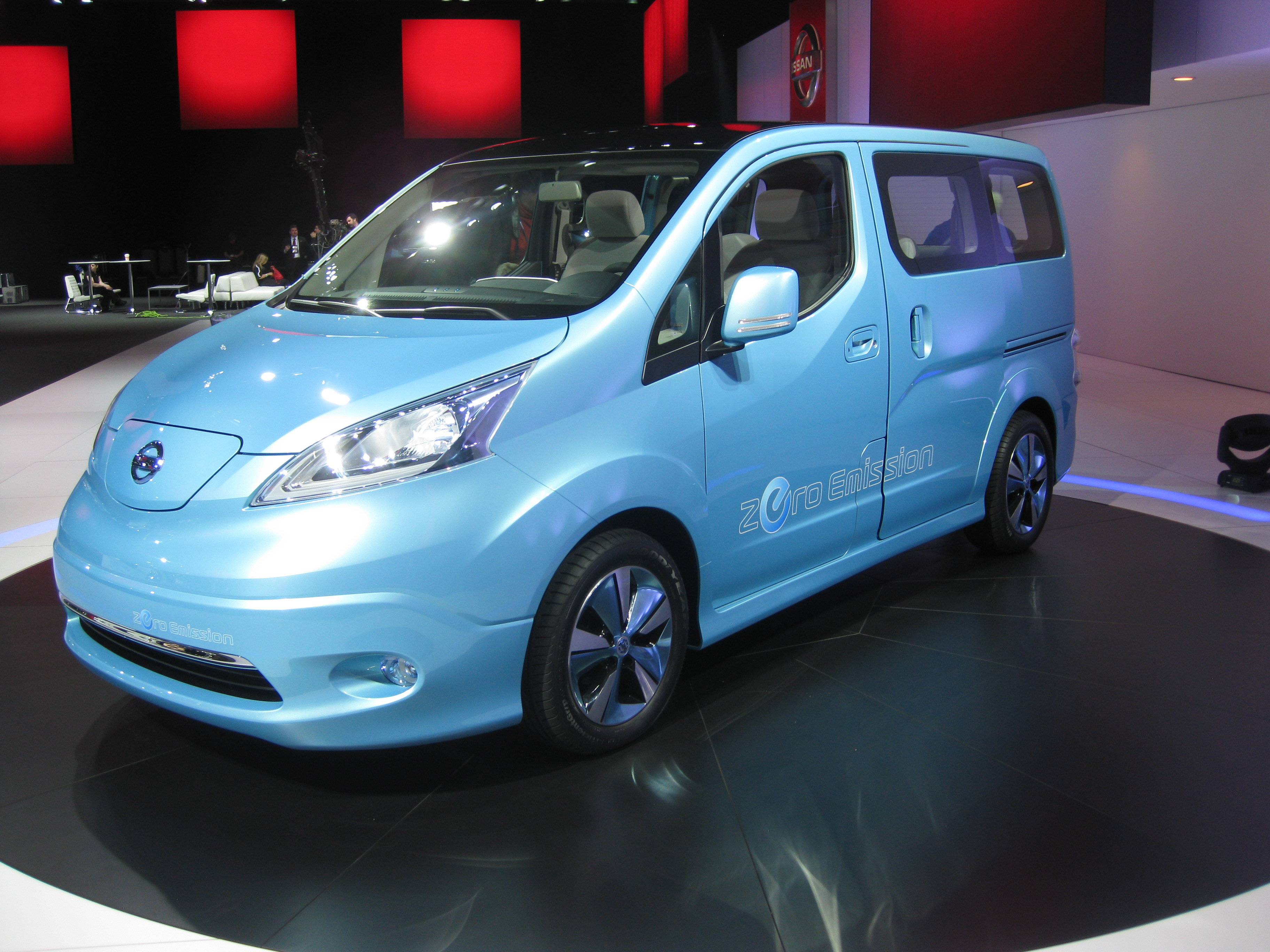
Monovolumen eléctrico Nissan E-NV200.

En 2008 confirmó que Nissan-Renault lanzaría en todo el mundo una línea de coches eléctricos de emisiones cero para 2012.
En 2009 dijo en la Wharton School of Business de la Universidad de Pensilvania:

‘If you're going to let developing countries have as many cars as they want—and they're going to have as many cars as they want one way or another—there is no absolutely alternative but to go for zero emissions. And the only zero-emissions vehicle available today is electric.... So we decided to go for it‘
‘Si vas a dejar que los países en desarrollo tengan tantos coches como quieran, y van a tener tantos coches como quieran, no hay otra alternativa que las emisiones cero. Y el único vehículo de cero emisiones disponible hoy es eléctrico... Por eso decidimos fabricarlo.’

En diciembre de 2010 se lanzó al mercado el Nissan Leaf como el primer coche asequible de cero emisiones. En 2008 fue nombrado presidente y CEO de Nissan y en 2009 fue nombrado presidente y CEO de Renault.
Ghosn fue un líder destacado en los esfuerzos de reconstrucción tras el terremoto y tsunami de Tōhoku el 11 de marzo de 2011, que fue uno de los peores desastres naturales de la historia reciente.
El 29 de marzo de 2011 realizó la primera de varias visitas a Iwaki, a 50 km de Fukushima y bajo su dirección Nissan restableció las operaciones en su factoría de Iwaki antes de lo esperado.
Apareció en la televisión japonesa para impulsar el optimismo.
En mayo de 2011 Ghosn mantenía su compromiso de fabricar al año al menos un millón de coches y camiones Nissan en Japón.
En junio de 2012 fue nombrado director adjunto del consejo de dirección del fabricante ruso de automóviles AvtoVAZ y en junio de 2013 fue nombrado presidente.
En 2008 Renault había iniciado una asociación estratégica con AvtoVAZ adquiriendo el 25% de las acciones de la compañía. La colaboración entre Renault-Nissan y AvtoVAZ se fue profundizando hasta terminar en el control de AvtoVAZ por Renault-Nissan Alliance en 2014.

### Asesoramientos
Ghosn es miembro del International Advisory Board del banco brasileño Banco Itaú.
Es miembro del Advisory Board de la Tsinghua University School of Economics and Management en Beijing.
Recibió el doctorado honoris causa de la American University of Beirut; y es miembro del Strategic Council, de la Saint Joseph University de Beirut.
Es miembro del High-level group on sustainable energy for all del secretario general de las Naciones Unidas.

## Personalidad
La revista Forbes escribió que era el hombre que trabajaba más duro en el negocio brutalmente competitivo de la fabricación de coches, y que dividía su tiempo entre París y Tokio viajando en avión 242 000 km al año.
La prensa japonesa le llamó Seven-Eleven porque trabaja muy duro desde muy pronto por la mañana hasta muy tarde por la noche.
Tiene nacionalidad francesa.
Tiene un estilo de gestión directo, orientado a los resultados y sus reuniones estratégicas van orientadas a la ejecución.
También se interesa en la resolución de problemas dentro de la compañía escuchando a los trabajadores y a grupos de equipos interdisciplinares y multiculturales.
Ghosn es políglota y habla con fluidez francés, portugués, inglés y árabe. También ha estudiado japonés.
Mantiene lazos con el Líbano, donde vivió 10 años y completó su educación primaria y secundaria. Es un socio de Ixsir, una bodega de vinos en la ciudad de Batroun, Líbano.
En 2012 fue nombrado miembro del Honorary Board del American Foundation del Saint George Hospital University Medical Center de Beirut.
Ha sido visto como un potencial candidato presidencial en Líbano.
En 2011 la compañía de seguros AXA realizó una encuesta en la que preguntaba a japoneses sobre qué celebridad le gustaría que gobernara Japón. Ghosn salió el número 7, Barack Obama el número 9 y el primer ministro Naoto Kan fue el número 19.
Siempre ha declinado las responsabilidades políticas diciendo que no tiene ambiciones políticas.
Ghosn está divorciado y tiene 4 hijos.
Tiene residencias en Francia, Japón y Brasil.

## En los medios
En noviembre de 2001 comenzó en Japón una serie de libros de cómic titulada The True Story of Carlos Ghosn, del manga Big Comic Superior. Se vendieron más de 500 000 ejemplares de cada número.
La serie se pubĺicó como un libro en 2002.
Ghosn tiene una bento box japonesa en algunos restaurantes de Tokio. Las 'bento box son populares entre hombres de negocios, estudiantes y personas que quieren una comida rápida. El Financial Times afirmó que el Carlos Ghosn Bento era una medida de la extraordinaria ascensión de Ghosn en Japón.
Ghosn es el sujeto de varios libros en inglés, japonés y francés. Ghosn escribió en inglés un libro de negocios muy vendido llamado Shift: Inside Nissan's Historic Revival.
El libro Turnaround: How Carlos Ghosn Rescued Nissan de David Magee habla de parte de su vida.
Ghosn proporcionó comentarios de estrategia en los negocios y lecciones para futuros gestores en el libro The Ghosn Factor: 24 Inspiring Lessons From Carlos Ghosn, the Most Successful Transnational CEO escrito por Miguel Rivas-Micoud.
Ghosn es uno de los 4 protagonistas del documental Revenge of the Electric Car de 2011 en el que se muestra el inicio de la línea de vehículos eléctricos de Nissan. El Nissan Leaf comenzó a circular en Japón a finales de 2010 y es el primer vehículo eléctrico de emisiones cero producido en masa.
Ghosn autorizó la inversión de más de 4 000 millones de euros para el desarrollo del Leaf y otros vehículos derivados de su arquitectura. Dicha apuesta llevó a BusinessWeek a preguntar si estaba loco.
Ghosn es sujeto de frecuentes tesis y ensayos de los estudiantes de negocios. CyberEssays tiene una sección dedicada a los estudios sobre el liderazgo empresarial de Ghosn.
Una de las tesis más citadas es la junio de 2005 escrita por Koji Nakae del MIT Sloan School of Management, que lo compara al general Douglas MacArthur, que reestructuró la sociedad japonesa tras la Segunda Guerra Mundial.

## Premios y reconocimientos
En 2002 la revista Fortune le nombró Asia Businessman of the Year (hombre de negocios del año en Asia).
En 2003 fue nombrado Man of the Year por edición asiática de la revista Fortune magazine.
En 2003 la revista Fortune lo incluyó en la lista de los 10 líderes empresariales más poderosos fuera de Estados Unidos.
En 2004 fue incorporado al Automotive Hall of Fame.
En 2004 fue incorporado al Japan Automotive Hall of Fame.
En octubre de 2006 Ghosn fue nombrado caballero comendador de honor de la Orden del Imperio Británico (Honorary Knight Commander), que es un reconocimiento a personas que han realizado contribuciones significativas e inspiradoras en cualquier campo. Carlos Ghosn no podrá usar el título de Sir, pero podrá llamarse Carlos Ghosn, KBE
En 2010 la revista CEO Quarterly lo incluyó entre los CEO más respetados.
En noviembre de 2011, CNBC le nombró Asia Business Leader of the Year (Líder empresarial del año en Asia).
En junio de 2012 Ghosn recibió el premio Japan Society Award.
En octubre de 2012 Ghosn se convirtió en la cuarta persona (la primera de la industria automovilística) en ganar el premio Lifetime Achievement Award de la Strategic Management Society, un grupo sin ánimo de lucro que promueve la administración de negocios ética y estratégica.
En octubre de 2012 en una ceremonia en la que estaban presentes Mariano Rajoy y el ministro José Manuel Soria, Carlos Ghosn fue nombrado caballero gran cruz de la Orden de Isabel la Católica, que premia aquellos comportamientos extraordinarios de carácter civil, realizados por personas españolas y extranjeras, que redunden en beneficio de la Nación o que contribuyan, de modo relevante, a favorecer las relaciones de amistad y cooperación de la Nación Española con el resto de la Comunidad Internacional.
En 2013 fue nombrado Fellow de la Royal Academy of Engineering.

## Detención
Ghosn fue detenido en Tokio el 19 de noviembre de 2018 por supuesto fraude fiscal y evasión fiscal. Se interrogó a Ghosn por no declarar presuntamente una serie de ingresos recibidos. El consejero delegado de Nissan, Hiroto Saikawa, dijo que propondría la destitución de Carlos Ghosn como presidente de la compañía en una próxima reunión que tendría lugar el 22 de noviembre, como resultado de una investigación interna de la compañía en la que se habrían descubierto malas prácticas tales como el uso personal de activos de la empresa. La noticia afectó inmediatamente a la cotización de Renault en la Bolsa de París, en donde cayó el valor de la acción hasta un 10% marcando su mínimo en los últimos cinco años. Ghosn fue arrestado para su interrogatorio a las 16:30 en el Aeropuerto de Haneda junto con su mano derecha, un hombre llamado Greg Kelly. El empresario que considera un complot su procesamiento huyó de Japón el 30 de diciembre de 2019, aprovechando las incipientes vacaciones y el factor sorpresa. Mediante un avión privado con escala en Estambul llegó a Beirut (Líbano), donde entró legalmente al país por tener pasaporte libanés. En su rocambolesca huida llegaron a participar 25 personas; aunque los detalles se desconocen, la justicia nipona también acusa a su esposa Carole de colaboración.